# Rosa Lachenmeier
Rosa Lachenmeier (* 13. März 1959 in Basel) ist eine Schweizer Künstlerin in den Bereichen Malerei, Fotografie und Künstlerbuch. Sie lebt und arbeitet in Birsfelden bei Basel.

## Leben und Wirken
Aufgewachsen in Basel kam sie schon früh mit der Kunst in Berührung (Museen in Basel, Art Basel). Bereits während ihrer Schulzeit am Gymnasium Bäumlihof belegte sie Zeichenkurse an der Schule für Gestaltung Basel. Nach der Matura und einem Jahresaufenthalt in Genf studierte sie von 1979 bis 1983 Lehramt für Bildende Kunst an der Schule für Gestaltung Basel. Neben ihren Hauptstudium belegte sie Vorlesungen zur Filmgeschichte, die sie mit der Ausstellung «Architektur für die Nacht – Kino-Architektur» 1990 im Schweizerischen Architekturmuseum abschloss. Von 1985 bis 2018 unterrichtete sie als Dozentin an der Schule für Gestaltung Basel. Sie beteiligt sich seit 1985 als freischaffende Künstlerin an Ausstellungen und Kunstmessen. Ab 1991 folgen Arbeitsaufenthalte in Amsterdam, Berlin und New York.

## Werk

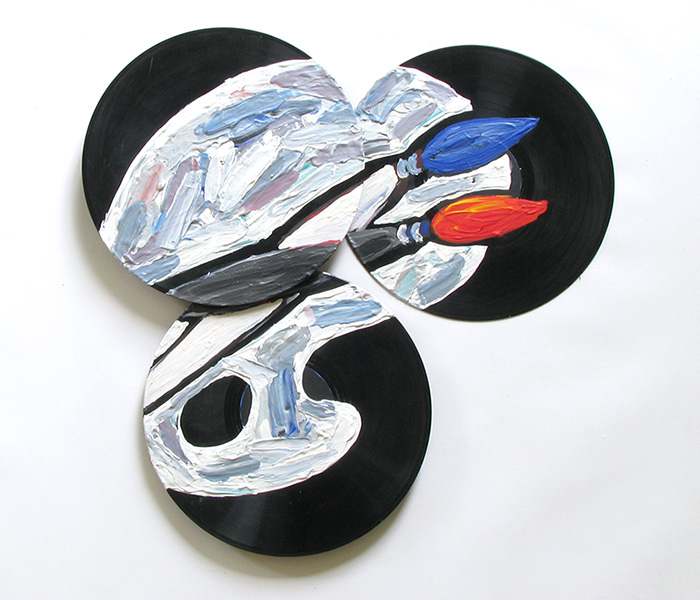
Rosa Lachenmeier: Malerpalette, Acryl auf Schallplatten, 1985

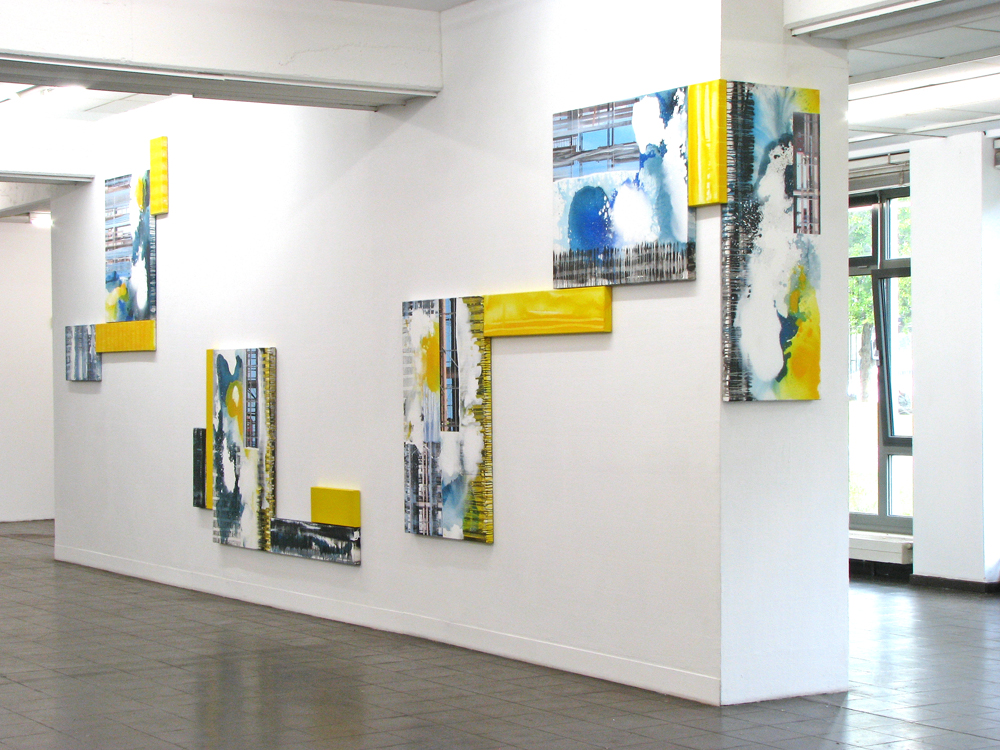
Rosa Lachenmeier:
Anarchie und System, Ausstellung im Stapelhaus Köln, 2011

Rosa Lachenmeier kombiniert in ihrem Werk vorwiegend Malerei und Fotografie und setzt damit in den Bereichen Collage und Fotoübermalung neue Akzente.
Gleich nach dem Studium befasste sie sich mit den Möglichkeiten, alltägliche Objekte als Bildträger für die Malerei zu verwenden. Es entstanden die Bilder auf Schallplatten, Teller oder Hemden. Mit ihren Bildschirmobjekten Ende der 1980er Jahre reflektierte sie mediale Bedingungen unserer Zeit und mit dem Blick auf die Erde stellte sie Fragen zu unserer sich stetig verändernden Wahrnehmung.
Seit den 1990er Jahren widmet sie sich dem Künstlerbuch als Träger eines künstlerischen Konzepts, mal als Dialog von Wort und Bild, mal als visuelle Abfolge von Bild-Metamorphosen. Diese Artist’s Books wurden von Printed Matter in New York und Boekie Woekie in Amsterdam vertrieben, beides von Künstlern betriebene und auf Künstlerbücher spezialisierte Läden.
Bekannt geworden ist Rosa Lachenmeier mit ihrer architekturbezogenen Malerei, die sie unter dem Titel Anarchie und System zusammenfasst. Dabei arrangiert sie Gruppen von Bildern unterschiedlichen Formats immer wieder neu, je nach architektonischer Gegebenheit. Ein weiterer Schwerpunkt bilden Werkgruppen, die sich einzelnen Städten widmen. Auf ihren Streifzügen fängt sie ihre Eindrücke mit der Kamera zu verschiedenen Tages- und Nachtzeiten aus verschiedenen Perspektiven ein, so dass sich immer neue Blickwinkel ergeben. Daraus entstehen verdichtete, filmisch anmutende Kompositionen aus Fotografie und Malerei. In der Werkgruppe Green City erweitert sie ihre Werke mit Materialien wie Metall und Plexiglas.

## Ausstellungen

### Special Location

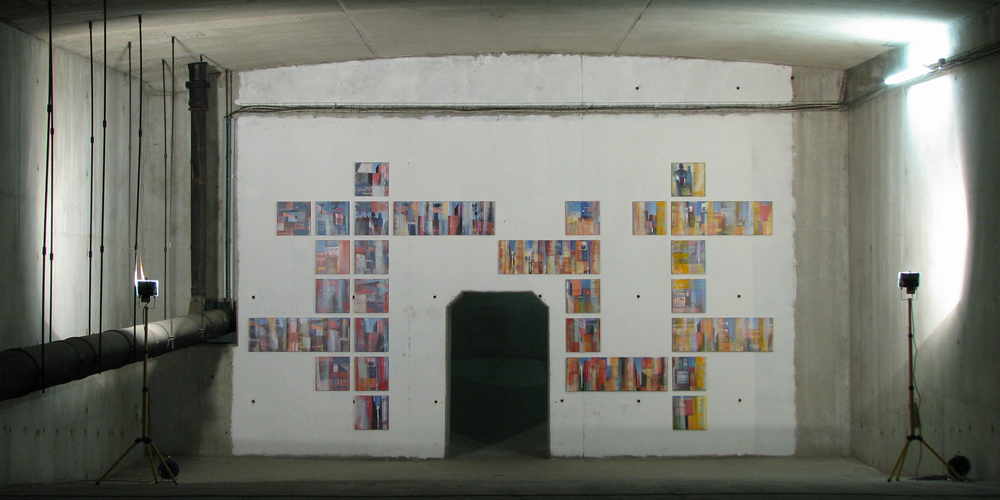
Subkulinaria, Brückenhohlraum mit Werken von Rosa Lachenmeier, 2008

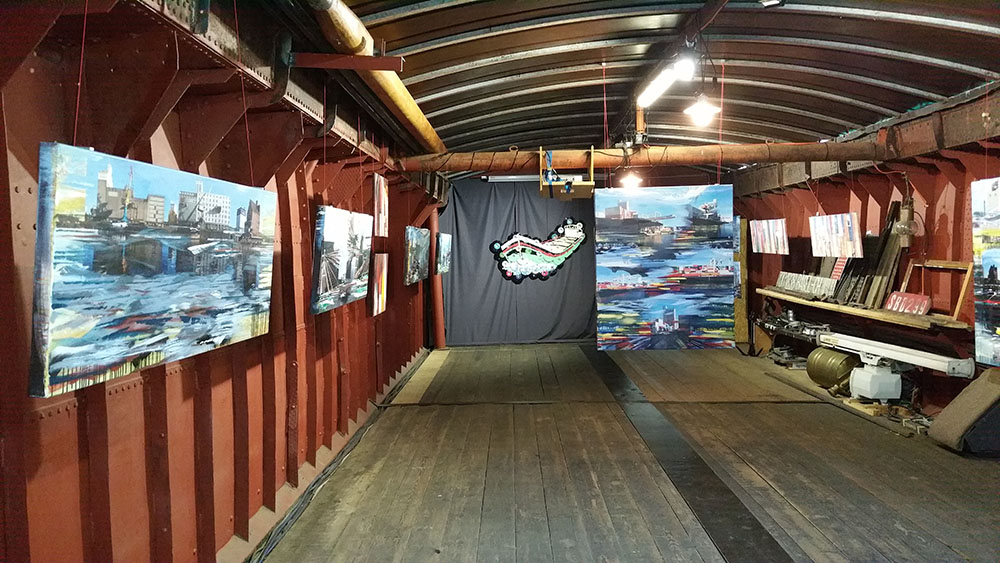
MAGIC, Einblick in die Ausstellung von Rosa Lachenmeier im Schiff Willi, 2015.

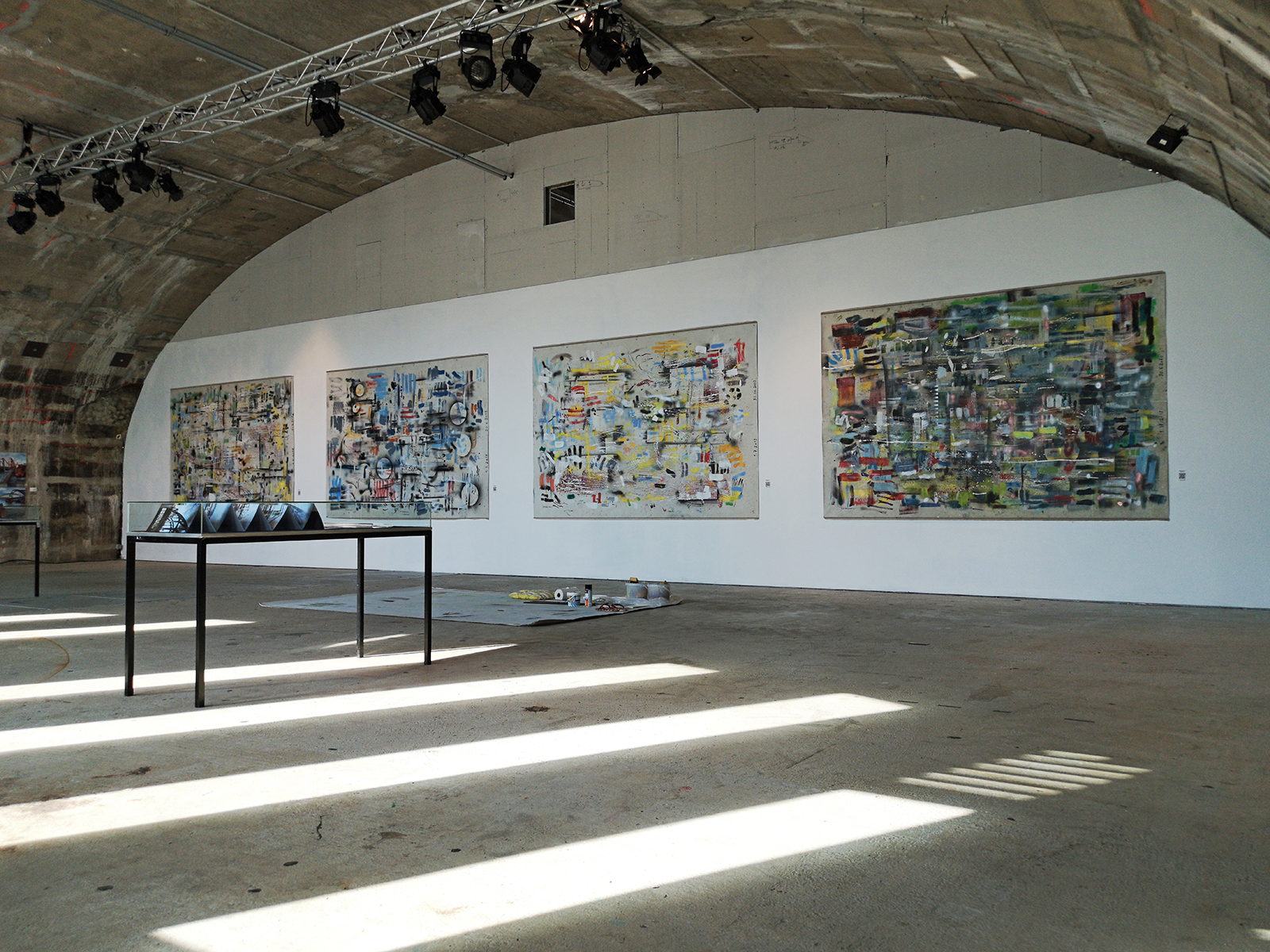
Blick in die Ausstellung Serendipity von Rosa Lachenmeier im Kunstverein Familie Montez, Frankfurt am Main, 2022.

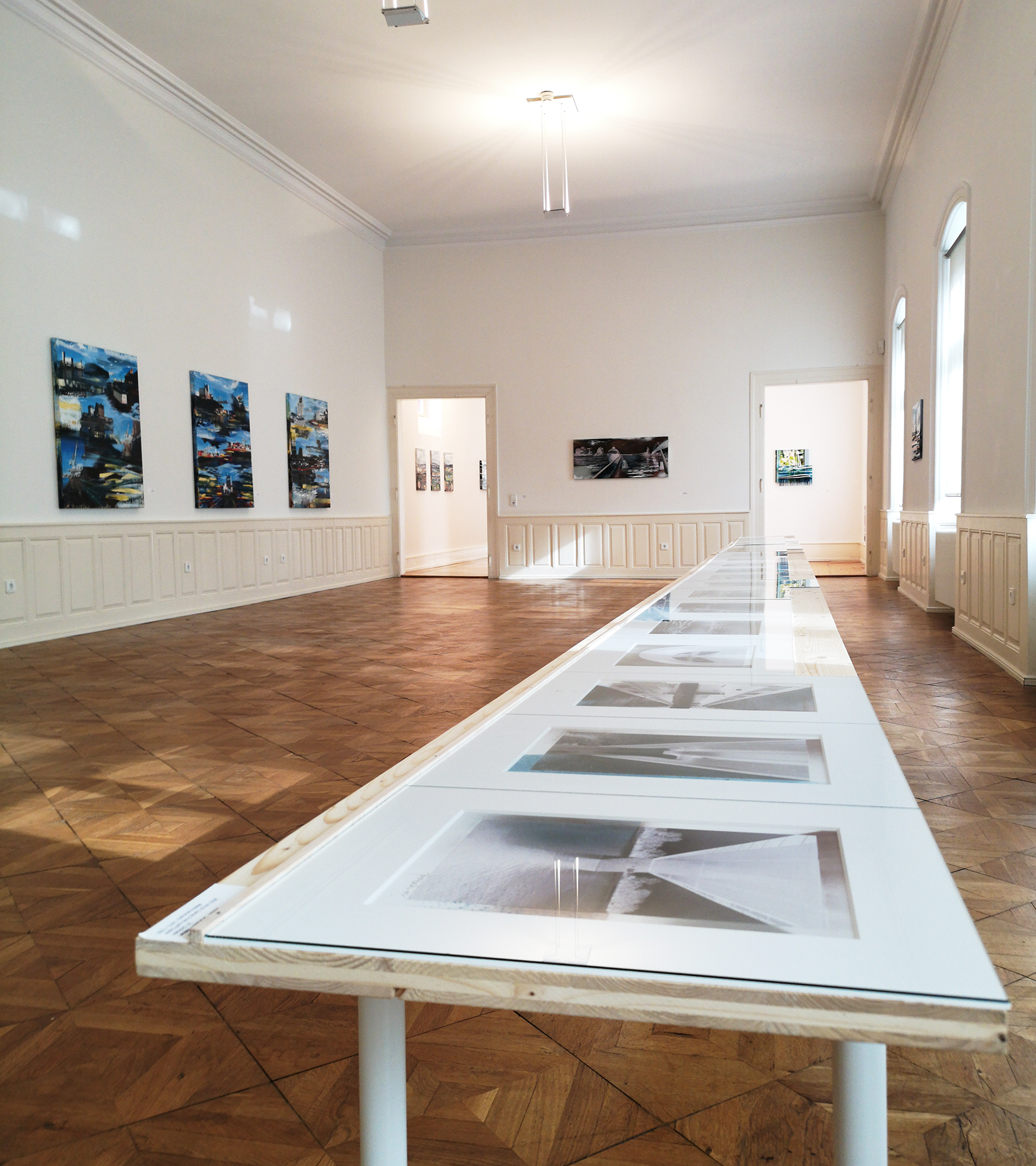
Blick in die Ausstellung Rheinreise von Rosa Lachenmeier im Markgräfler Museum Müllheim, Müllheim im Markgräflerland, 2022.

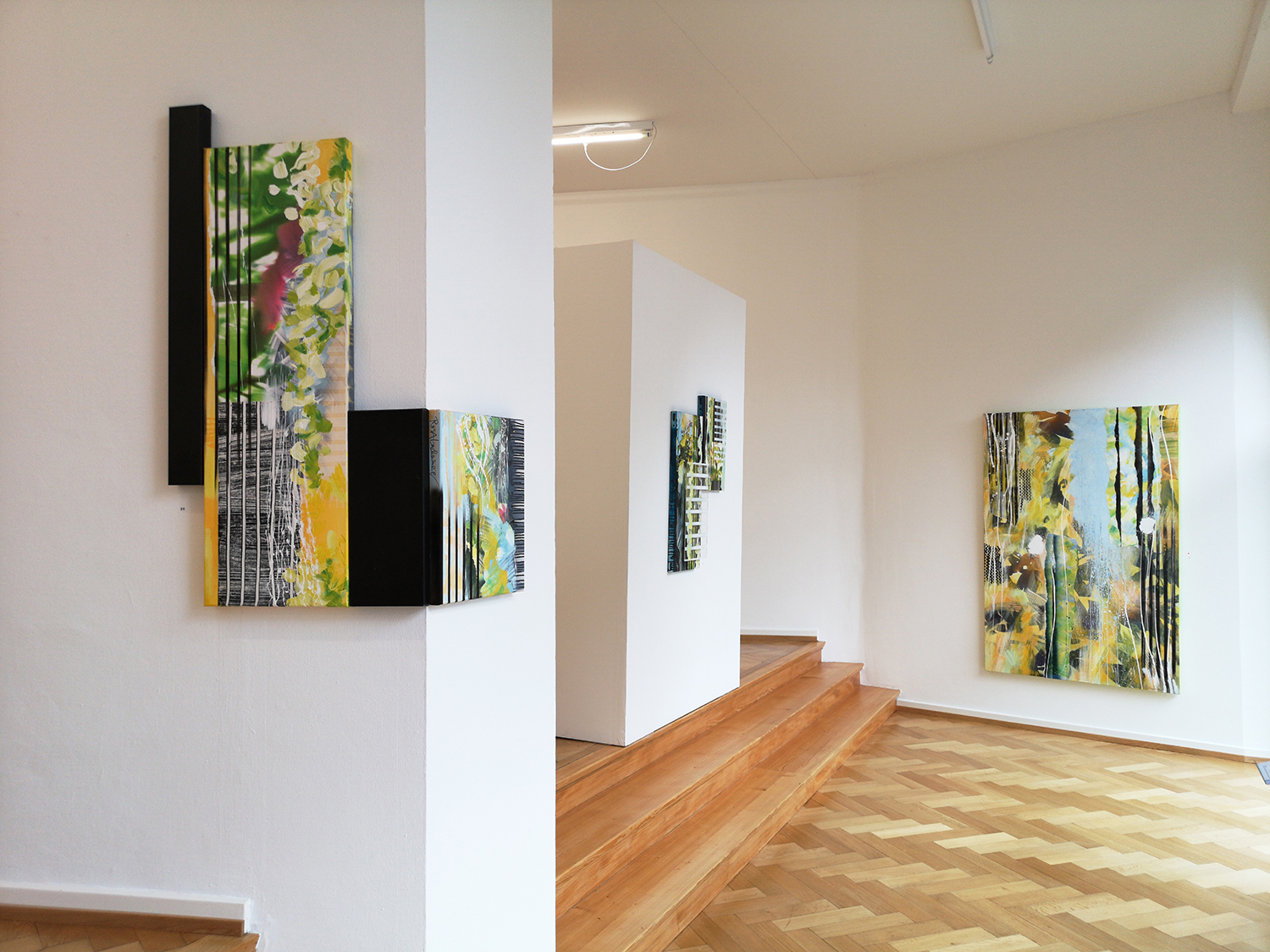
Blick in die Ausstellung Green City von Rosa Lachenmeier in der Galerie Sarasin Art, Basel, 2021.

In der Reihe Special Location nutzt Lachenmeier für ihre Ausstellungen aussergewöhnliche Orte wie den Hohlraum der Deutzer Brücke in Köln (Subkulinaria, 2008) oder den Dachboden eines ausgedienten Zeughauses (mobil machen, 2010). Dabei ist der Bezug der Arbeiten zum jeweiligen Ort essentiell. Im August 2015 wählte sie das historische Kanalschiff Willi, eine Péniche als Special Location, um im Basler Rheinhafen die ortsspezifische Ausstellung MAGIC einzurichten. Der Laderaum des 1909 gebauten, ehemaligen Treidelschiffs wurde roh belassen und die speziell für den Raum konzipierten Bilder mit Hafenmotiven von der Decke gehängt. Vergleichbare Projekte folgten 2016 an der Weseler Werft in Frankfurt am Main, 2017 zur Kult(o)urnacht in Speyer und 2018 zur ExtraSchicht im Ruhrgebiet. Abseits vom Kunstbetrieb präsentierte sie ihre Werke in einem neuen Kontext: Die zeitgenössischen Werke traten in einen spannungsreichen Kontrast zum historischen, funktionell eingerichteten Frachtraum, in dem die Spuren des vergangenen Jahrhunderts Geschichten erzählen.

### Auswahl von Ausstellungen
Ausstellungen und Zusammenarbeit mit folgenden Kunstgalerien (Auswahl):
- seit 2019: Galerie Sarasin Art, Basel
- seit 2018: Galerie Stahlberger, Weil am Rhein
- seit 1998: Galerie AdK, Actuele Kunst[14][15], Amsterdam
- 2001–2017: Galerie Mäder, Basel[16]
- 1992–1996: Galerie Jansen & Kooy, Amsterdam

Auswahl von weiteren Ausstellungen:
- 2024: Weltwissen, Hans Erni Museum, Luzern[17]
- 2024: Come and Go, Sarasin Art, Basel
- 2023: Faszination Wasser, Hagnauer Museum, Hagnau am Bodensee
- 2022–2023: Rheinreise, Markgräfler Museum Müllheim im Blankenhorn-Palais, Müllheim im Markgräflerland[18]
- 2022: Serendipity, Kunstverein Familie Montez, Frankfurt am Main
- 2021: Green City, Sarasin Art, Basel
- 2020: Kunst-Stoff Plastik, Hans Erni Museum, Luzern[19]
- 2019: Hidden Paradise, Galerie Sarasin Art, Basel[20]
- 2018: Stadtlichter, Museum Strom und Leben, Umspannwerk Recklinghausen
- 2017: Stadtleben–Citylife, Kunstverein Speyer
- 2016: Architektonische Impressionen, Haus der Modernen Kunst, Staufen
- 2013: Streifzüge durch die Welten der Collage, Kunstmuseum Ahlen und MARTa Herford[21]
- 2013: Museum in der Lände, Kressbronn am Bodensee[22]
- 2012: Museum in der Lände, Kressbronn am Bodensee
- 2011: Dreiländermuseum, Lörrach, Kunstraum Stapelhaus, BBK, Köln
- 2010: Birsfelder Museum, Birsfelden
- 2008: Art Karlsruhe, Galerie Mäder, Karlsruhe[23]
- 2007: Kunsthalle Palazzo, Liestal
- 2005: Galerie Epikur, Wuppertal[24]
- 2004: Art Frankfurt, Galerie Mäder, Frankfurt a.M.[25]
- 2003: Birsfelder Museum und ROXY Birsfelden
- 2002: Kulturhaus Teufelhof Basel; Galerie Billing Bild, Baar
- 1994: Multiple World, The Atlanta College of Art Gallery, Atlanta[26]

## Publikationen

### Ausstellungskataloge und Monografien
- Esther Keller, Rosa Lachenmeier, Rhein–Brücken–Reise, Birsfelden/Basel 2023.[27]
- Diethard Hubatsch u. a.: Rosa Lachenmeier, Faszination Wasser. Heimat- und Geschichtsverein Hagnau am Bodensee e.V. (Hrsg.), Hagnau am Bodensee 2023.
- Heinz Stahlhut, Jan Merk: Rosa Lachenmeier, Rheinreise – Au long du Rhin. Edition Markgräflerland, Müllheim im Markgräflerland 2022.
- Rosa Lachenmeier, Ausstellungen – Exhibitions 1985–2019, Birsfelden 2019.[28]
- Alexander Sarasin: Rosa Lachenmeier / Martin Oeggerli, Hidden Paradise. Sarasin Art, 2019 Basel, ISBN 978-3-9524956-1-2.
- Maria Leitmeyer, Klaus Fresenius: Rosa Lachenmeier, Stadtleben – Citylife, Hrsg. Kunstverein Speyer, Speyer 2017.
- Viola Hildebrand-Schat, Erhard Metz: Bridges – Brücken , Rosa Lachenmeier, Special Location, Kunst im Schiff Willi, Weseler Werft, Frankfurt am Main 2016. Basel 2016.
- Nana Badenberg, Roswitha Frey: Magic – Rosa Lachenmeier, Kunst im Schiff Willi, Basler Rheinhafen, August 2015. Basel 2015.
- Heinz Stahlhut, Patrick Marcolli: Rosa Lachenmeier ...and then we take Berlin. Galerie Mäder, Basel 2014, ISBN 978-3-906172-30-9.
- Susanne Buckesfeld: Rosa Lachenmeier – Anarchie und System. Galerie Mäder, Basel 2009, ISBN 978-3-905483-72-7.
- Hans-Joachim Müller: Rosa Lachenmeier – Stadt–Licht. Galerie Mäder, Basel 2007, ISBN 978-3-905483-68-0.
- Patrick Marcolli: Rosa Lachenmeier – Unterwegs. Ed. Franz Mäder, Basel 2003.
- Aurel Schmidt: Rosa Lachenmeier – Wasserwerke. Ed. Franz Mäder, Basel 2001, ISBN 3-905483-48-3.
- Robert Schiess: Rosa Lachenmeier – Weltbilder. BookART, Basel 1992, ISBN 3-9520268-1-6.

### Künstlerbücher

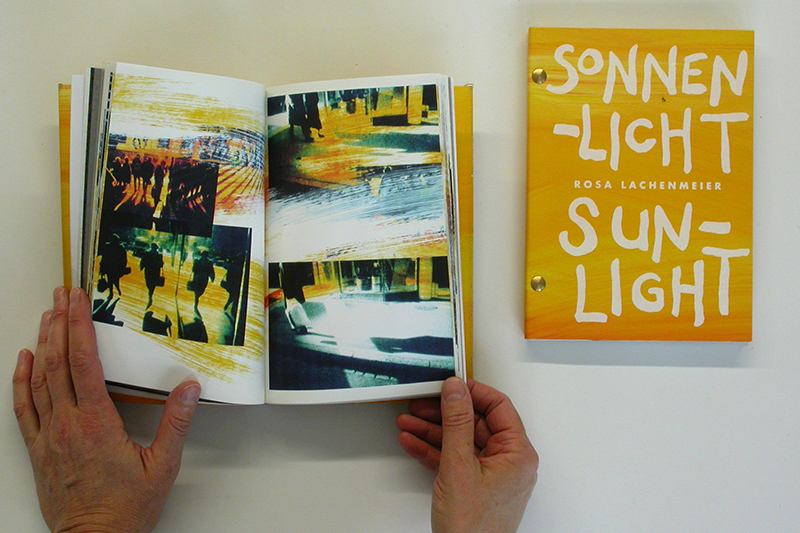
Künstlerbuch von Rosa Lachenmeier: Sonnenlicht – Sunlight, BookART, Basel 1995.

- Serendipity. Rosa Lachenmeier, BookART, Birsfelden 2022.
- The Sound of  New York Bridges. Rosa Lachenmeier, BookART, Birsfelden 2020, ISBN 978-3-9520268-8-3.
- Bridges – Brücken. Text von Rosa Lachenmeier, Basel 2016.
- Mäder Heft Siebzehn. Text von Martin Zingg, Edition Franz Mäder, Basel 2011, ISBN 978-3-905483-86-4.
- Vorübergehend. Text von Rudolf Bussmann, Edition Franz Mäder, Basel 2003.
- Biotop – Biotope. BookART, Basel 1999, ISBN 3-9520268-7-5.
- Auf dem Terrain des Lebens – On life's terrain. BookART, Basel 1997, ISBN 3-9520268-6-7.
- Stadtleben – Citylife. BookART, Basel 1996, ISBN 3-9520268-5-9.
- Sonnenlicht – Sunlight. Text von Hedy Graber. BookART, Basel 1995, ISBN 3-9520268-4-0.[29]
- Herzschlag – Heartbeat. Text von Hedy Graber. BookART, Basel 1994, ISBN 3-9520268-3-2.
- News. BookART, Basel 1993, ISBN 3-9520268-2-4.[30]
- Sequenz der Satelliten. BookART, Basel 1992, ISBN 3-9520268-0-8.
- Planet. Zeig-Verlag, Basel 1990, ISBN 3-909237-01-0.[31]

## Sammlungen
Werke von Rosa Lachenmeier befinden sich in Sammlungen von Museen, Firmen und Privaten.
- Dreiländermuseum, Lörrach
- Hagnauer Museum, Hagnau am Bodensee
- Markgräfler Museum Müllheim, Müllheim im Markgräflerland
- Museum in der Lände, Kressbronn am Bodensee[32]
- Kunstwerk Sammlung Klein
- Dachser, Intelligent Logistics
- Bouwfonds Art Collection, Hoevelaken Niederlande[33]
- Joan Flasch Artists´ Book Collection, Chicago[34]
- The Artists’ Book Collection of the Banff Center, Paul D. Fleck Library & Archives, Alberta, Kanada[35]
- Julia Vermes Collection, Basel[36]

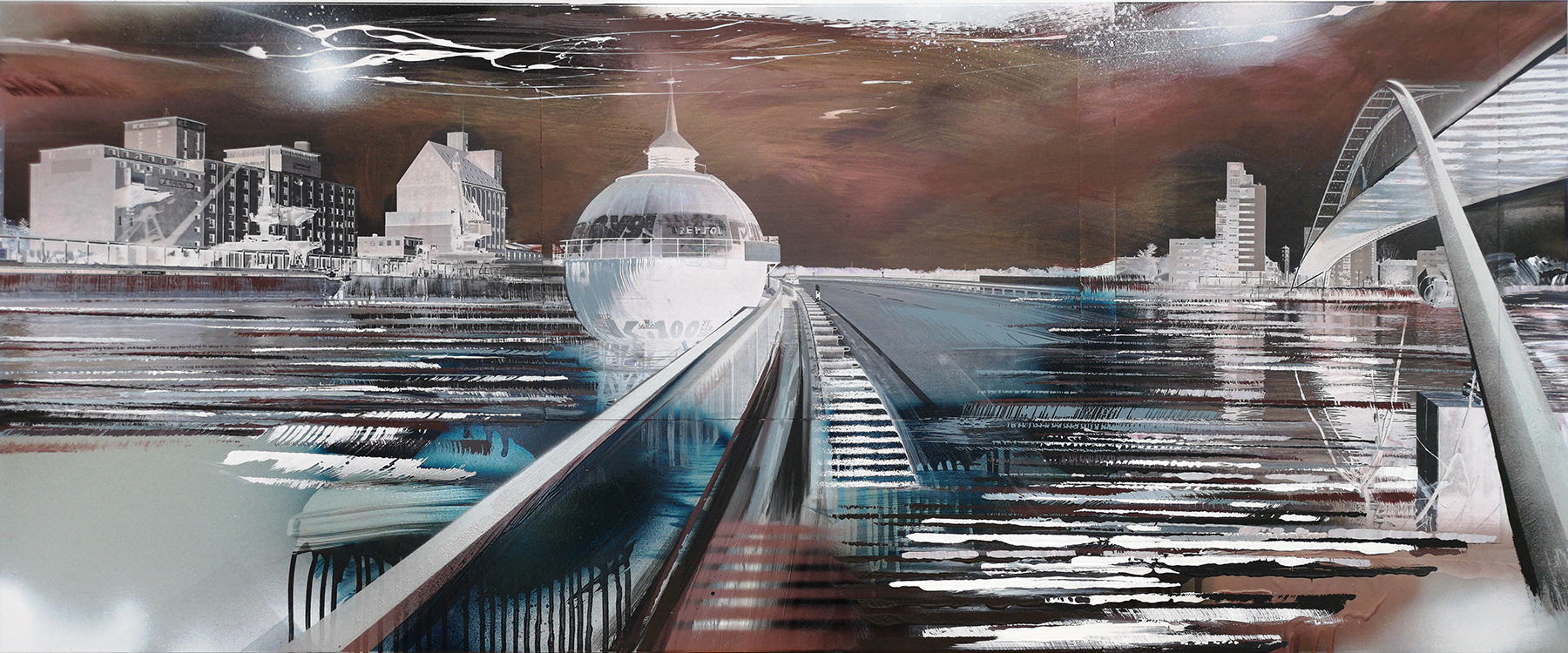
Dreiländereck von Rosa Lachenmeier, 2018. Sammlung Dreiländermuseum, Lörrach.
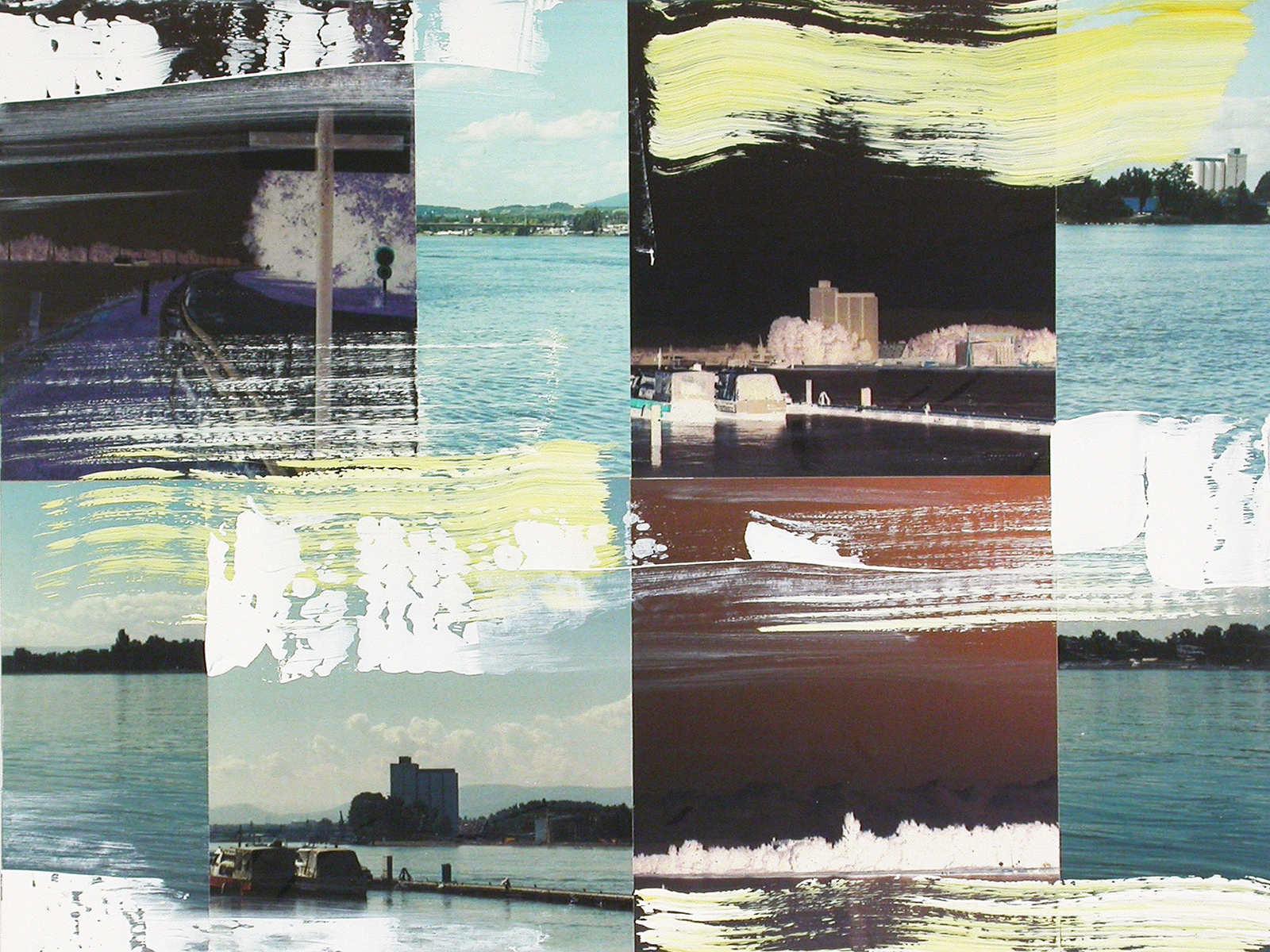
On the Waterfront von Rosa Lachenmeier, 2001. Sammlung Markgräfler Museum Müllheim.
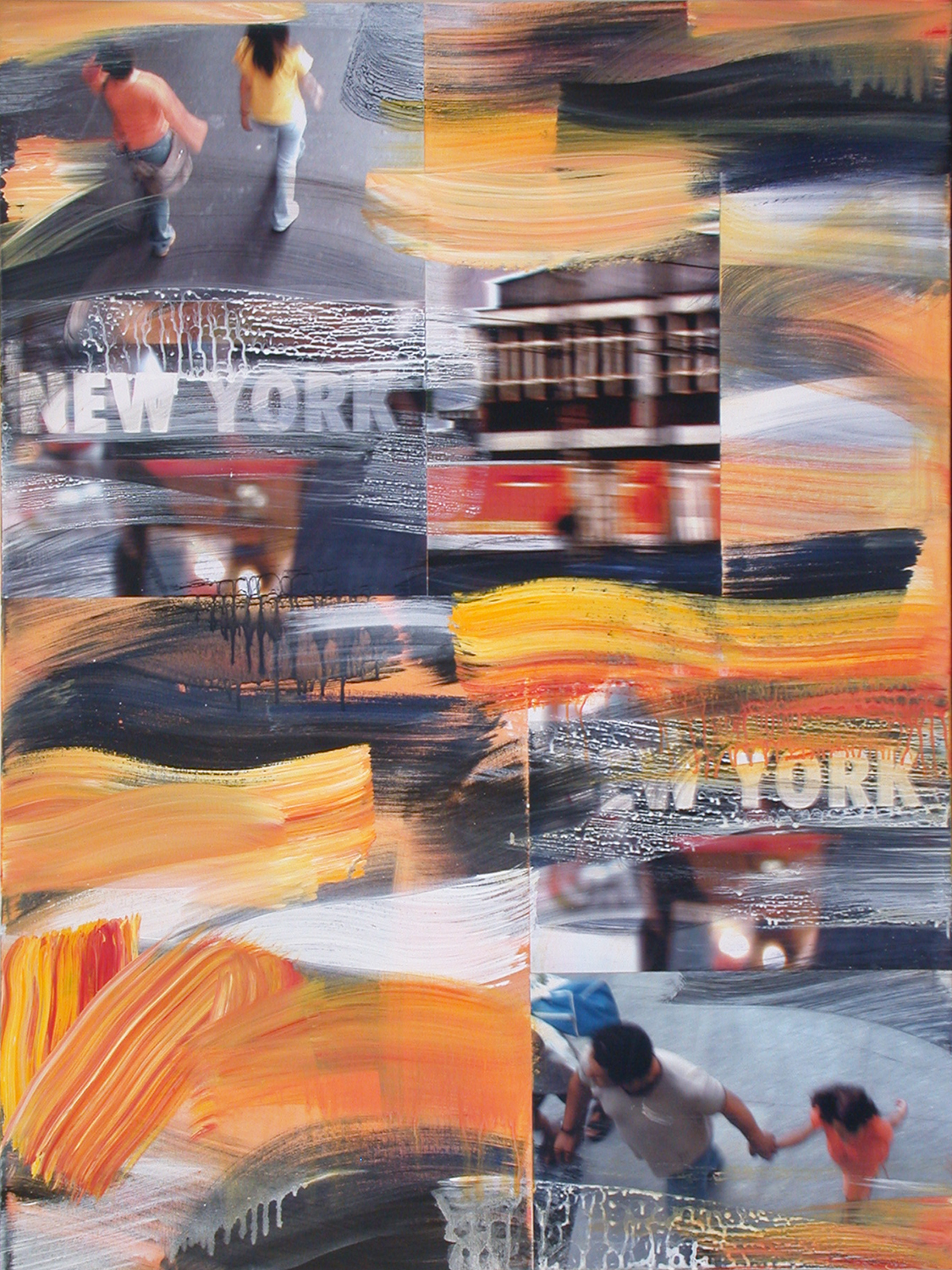
New York von Rosa Lachenmeier, 2004. Kunstwerk Sammlung Klein.
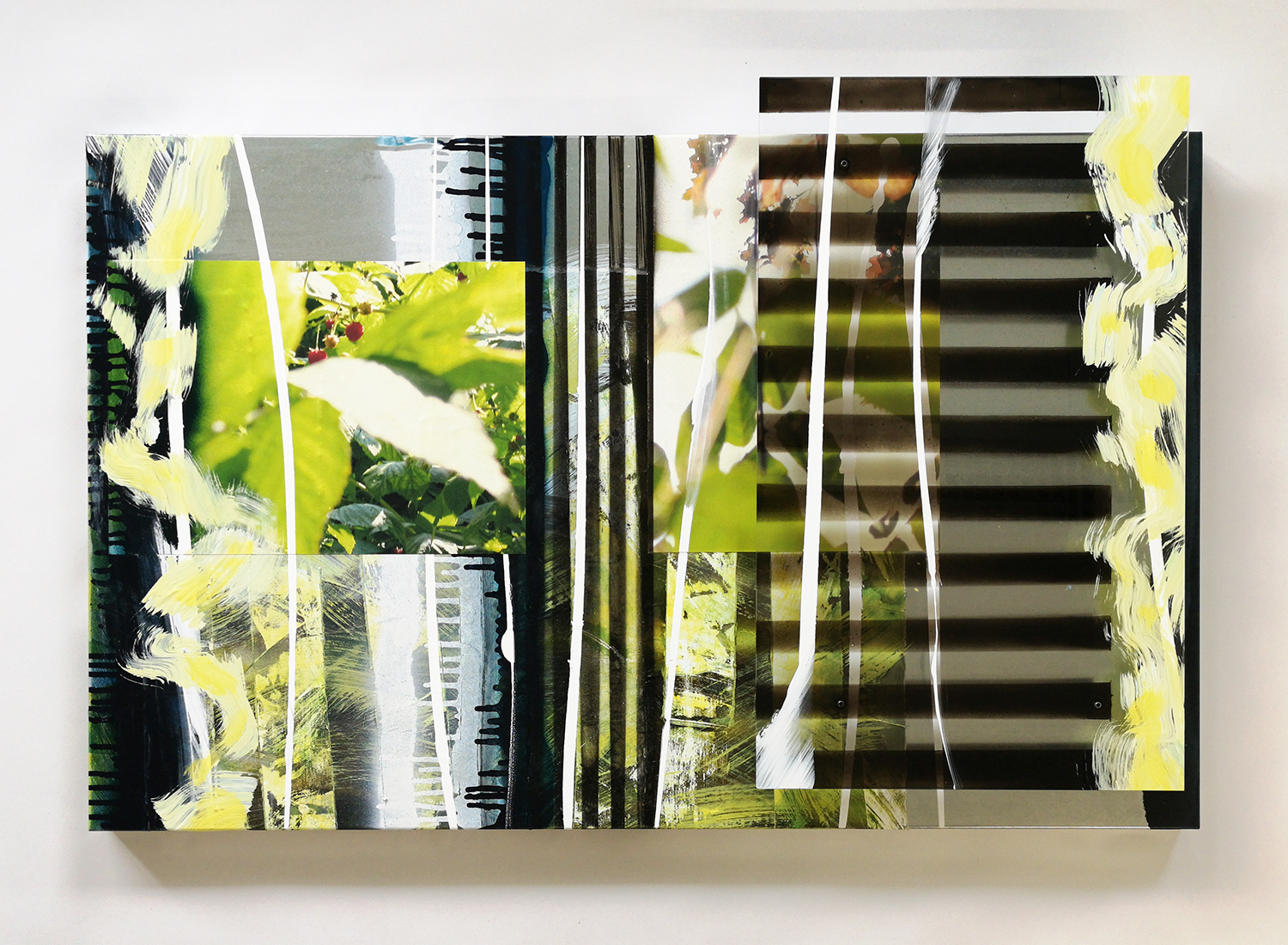
Green Architecture von Rosa Lachenmeier, 2021. Private Sammlung.
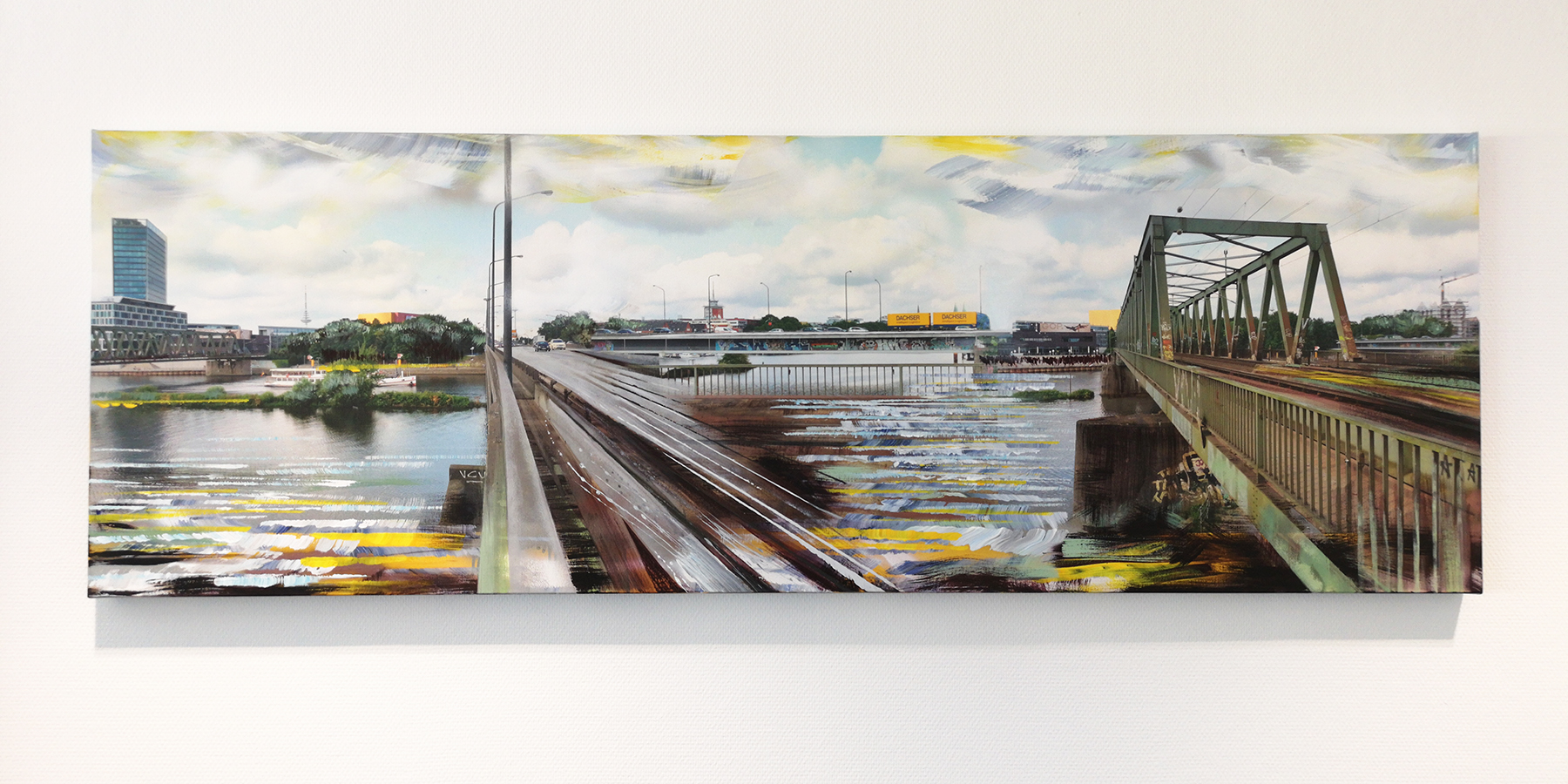
Dachser Bremen von Rosa Lachenmeier, 2017. Sammlung Dachser, Bremen.